# Hannah Stocking
Hannah Jo Stocking-Siagkris (Los Ángeles, California; 4 de febrero de 1992) es una modelo, actriz y personalidad de internet estadounidense. Es la presentadora de Mindie, un programa de entrevistas de YouTube Music producido por Shots Studios.

## Carrera
Apareció en el video musical de G-Eazy llamado Tumblr Girls en el 2014.
Apareció en el video She's Out of Her Mind de Blink-182 con Lele Pons. También interpretó el papel de Anna en la secuela de comedia de terror de Tyler Perry, Boo 2! A Madea Halloween.
En febrero de 2018, Stocking se asoció con ATTN, una empresa de medios centrada en la creación de contenido en torno a temas sociales importantes. En esta asociación, Stocking creó videos basados en la ciencia para su canal de YouTube.
En junio de 2018, Stocking lanzó una nueva serie educativa, The Science of Beauty, en la plataforma IGTV de Instagram.
En 2019, Stocking fue la primera creadora en recibir el Premio a la pionera en el Día del Emprendimiento de la Mujer en las Naciones Unidas.

## Filmografía

### Cine
| Año  | Título                   | Director         | Papel          | Nota         |
| ---- | ------------------------ | ---------------- | -------------- | ------------ |
| 2016 | Insane Kids              | Lele Pons        | -              | Cortometraje |
| 2016 | Having a Tall Girlfriend | Anwar Jibawi     | -              | Cortometraje |
| 2017 | Circle of Love           | Rudy Mancuso     | -              | Cortometraje |
| 2017 | Boo 2! A Madea Halloween | Tyler Perry      | Anna           |              |
| 2019 | Satanic Panic            | Chelsea Stardust | Kristen Larson |              |
| 2021 | Vanquish                 | George Gallo     | Galyna         |              |
| 2021 | Spider-Man: No Way José  | Brandon Rogers   | Mary Giner     | Cortometraje |
| 2023 | Family Switch            | McG              | Lighting       |              |
| 2025 | Skill House              | Josh Stolberg    | -              |              |

### Televisión
| Año       | Título                  | Papel                                                                                     | Nota                   |
| --------- | ----------------------- | ----------------------------------------------------------------------------------------- | ---------------------- |
| 2016-2020 | Hannah Stocking         | Ver listaElla misma Hayley Thomas Matilda Clon de Hannah Srta. Stocking Jane Juliet Madre | Serie; 51 episodios    |
| 2017-2018 | People Got Talent       | -                                                                                         | Miniserie; 2 episodios |
| 2018      | Undivided ATTN:         | Anfitriona                                                                                | Serie                  |
| 2018      | Dhar Mann               | Hannah                                                                                    | Serie; 1 episodio      |
| 2018-2019 | Amigos                  | Ella misma                                                                                | Serie; 6 episodios     |
| 2019      | King Bachelor's Pad     | -                                                                                         | Serie; 1 episodio      |
| 2019      | Stories from Our Future | -                                                                                         | Serie; 1 episodio      |
| 2019      | Science Party           | Ella misma                                                                                | Serie                  |
| 2019      | Airport Security Squad  | Pasajera despistada                                                                       | Miniserie; 1 episodio  |
| 2019-2020 | The Set Up              | Mia                                                                                       | Miniserie; 8 episodios |
| 2021      | Addiction Busters       | Carol                                                                                     | Miniserie; 1 episodio  |
| 2022-2023 | iCarly                  | Sunny Johnson                                                                             | Serie; 2 episodios     |

### Videos musicales
| Año  | Canción                 | Artista                                      | Nota  |
| ---- | ----------------------- | -------------------------------------------- | ----- |
| 2016 | «She's Out of Her Mind» | Blink-182                                    |       |
| 2017 | «Whole Heart»           | Gryffin ft. Bipolar Sunshine                 |       |
| 2017 | «Find Me»               | Marshmello                                   |       |
| 2018 | «Celoso»                | Lele Pons ft. Hannah Stocking                | [ 8 ] |
| 2018 | «Hard 2 Face Reality»   | Poo Bear ft. Justin Bieber & Jay Electronica |       |
| 2023 | «If only I»             | Loud Luxury, Two Friends ft. Bebe Rexha      | [ 9 ] |